# Bosquerola de Santa Marta
La bosquerola de Santa Marta (Myiothlypis basilica) és un ocell de la família dels parúlids (Parulidae).

## Hàbitat i distribució
Habita les muntanyes del nord-est de Colòmbia.